# Nemunaitis
Nemunaitis è una località della Lituania, situata nella contea di Alytus.